# KS Bloom
Pour les articles homonymes, voir Koné.
KS Bloom, de son nom à l'état civil Souleymane Kader Junior Kévin Koné, né le 8 octobre 1996, à Yopougon (Côte d'Ivoire), est un artiste chanteur gospel ivoirien.

## Biographie

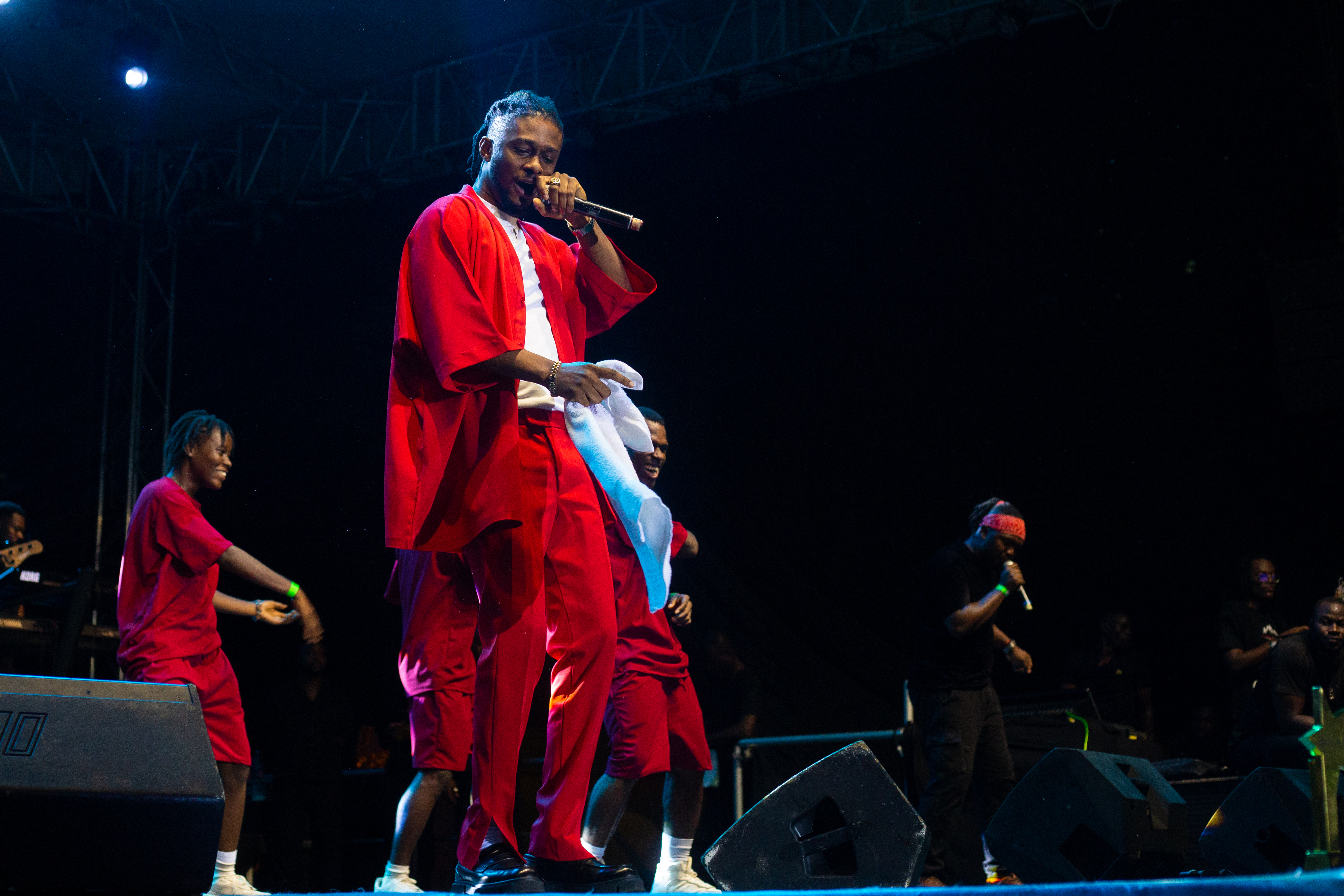
KS Bloom à la cérémonie d'ouverture du Femua 15

### Enfance
Souleymane Koné naît le 8 octobre 1996  dans la commune abidjanaise de Yopougon. Il grandit dans une ambiance familiale où il côtoie les religions musulmane et chrétienne du fait respectivement de son père et sa mère.

### Carrière
En 2017, il devient chrétien évangélique, membre de l’Église Vase d'honneur. Il prend le nom de KS Bloom et fait le choix du rap gospel en 2018. Il joue divers styles de musique, notamment le zouglou, le coupé-décalé, le RnB. En 2021, il sort son premier album dénommé « Allumez la lumière ». Cette même année, il gagne plusieurs trophées, faisant de lui l'artiste le plus récompensé en Afrique de l'Ouest francophone ainsi que l'un des artistes francophones les plus écoutés dans le monde,,,,.

### Collaboration
Dans sa carrière, KS Bloom collabore avec des artistes connus au niveau local et sur le plan international. On a[style à revoir] entre autres les artistes gospels Asaph du Ciel, Morijah, Cynthia Zély, Indira, M I L O, Iron Le rappeur, Leufa , Yaziel, Elvyn le conquérant, Djess, ainsi que la chanteuse nigériane Chidinma – pour le remix du single C'est Dieu.

## Style et genre musical
Il s'inspire du rap auquel il rajoute des instruments de musique tradi-modernes – tam-tam, piano, batterie, violon –, pour donner des variétés musicales aux rythmes proches du zouglou, du RnB.

## Discographie

### Singles
Les différents singles de KS Bloom sont :
- 2023 : Dieu pile pas foutou
- 2023 : Mariage
- 2023 : Disciple dans la ville
- 2022 : Oh la miséricorde
- 2022 : C'est Dieu
- 2022 : C'est Dieu remix feat Chidinma

- 2021 : Enfant de Dieu
- 2021 : Commando
- 2021 : Tou connaît pas encore
- 2021 : Petit enfant
- 2021 : Alloco
- 2021 : L'amour
- 2021 : C'est Jesus
- 2021 : Comment
- 2021 : Laissez tomber
- 2021 : Où aller
- 2021 : Allumez la lumière

## Distinctions
| Album/concours             | Prix/récompense                                    | Date de la remise du prix |
| -------------------------- | -------------------------------------------------- | ------------------------- |
| Primud 2022                | Prix du Primud d'or                                | 6 - 7 novembre 2022       |
| Primud 2022                | Prix du Meilleur chantre de l'année                | 6 - 7 novembre 2022       |
| Elites Awards distinctions | Prix du Meilleur artiste gospel de l'année 2021    | 23 décembre 2021          |
| Primud 2021                | Prix du Meilleur rappeur ivoirien                  | 14 novembre 2021          |
| Trace Awards               | prix du meilleur artiste Gospel                    | 21 Octobre 2023           |
| Jayli Awards 2023          | Prix du meilleur artiste masculin en Cote d'Ivoire | 03 novembre 2023          |